# ميخائيل شميت (لاعب بلياردو أمريكي)
ميخائيل شميت (بالألمانية: Michael Schmidt)‏ هو لاعب بلياردو أمريكي ‏ ألماني، ولد في 6 أبريل 1966.

## وصلات خارجية
- ميخائيل شميت على موقع AZBilliards.com (الإنجليزية)